# Baranovszkij–Haszan-vasútvonal
A Baranovszkij–Haszan-vasútvonal az RZSD 240 km hosszú egyvágányú, nem villamosított vasútvonala Oroszország távol-keleti részén. Baranovszkijnál ágazik ki a Transzszibériai vasútvonalból, és a Csendes-óceán partján vezet az észak-koreai határnál fekvő Haszanig. Folytatása a Haszan–Radzsin-vasútvonal.
A vonalon elsősorban személyvonatok közlekednek, amelyek a vonal mentén fekvő településeket kötik össze Usszurijszkkal, ahol át lehet szállni a transzszibériai vasútra, illetve Vlagyivosztok vagy Habarovszk felé. A vonalon 14 naponta végighalad a Moszkva és Phenjan között közlekedő távolsági vonat.

## Fordítás
- Ez a szócikk részben vagy egészben a Bahnstrecke Baranowski–Chassan című német Wikipédia-szócikk ezen változatának fordításán alapul.  Az eredeti cikk szerkesztőit annak laptörténete sorolja fel. Ez a jelzés csupán a megfogalmazás eredetét és a szerzői jogokat jelzi, nem szolgál a cikkben szereplő információk forrásmegjelöléseként.